# Juan de Zumárraga

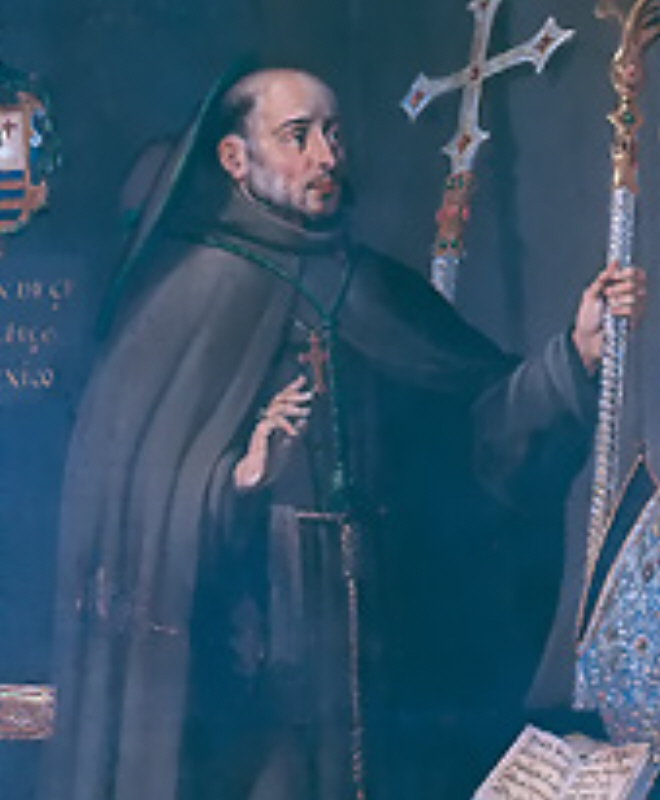
Juan de Zumárraga

Juan de Zumárraga OFM (* um 1468 in Durango, Provinz Vizcaya; † 3. Juni 1548 in Mexiko-Stadt) war erster spanischer Erzbischof von Mexiko.

## Leben

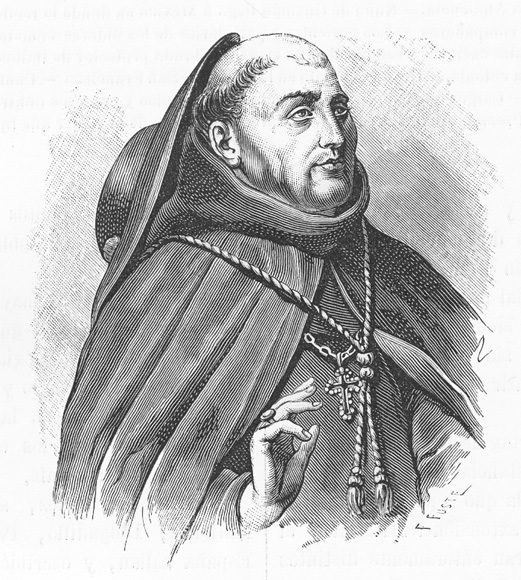
Juan de Zumárraga

Zumárraga wurde in der Provinz Vizcaya geboren, trat den Franziskanern bei und leitete um 1520 den Orden in der Provinz Concepción. 1527 ernannte Kaiser Karl V. ihn zum ersten Bischof von Mexiko („Protector de los Indios“). Zumárraga kam 1528 nach Amerika, wo er die Bekehrung der Indianer organisierte und Pfarrbezirke schuf. Zumárraga stritt mit den weltlichen Behörden gegen missbräuchliche Machtanwendung und musste daher 1532 nach Spanien zurückkehren. Doch 1534 kam er wieder nach Mexiko, wo er seine ganze Energie in die Entwicklung von Schulen („Colegio de la Santa Cruz de Tlatelolco“, „Colegio de San Juan de Letrán“) steckte, an denen hauptsächlich die Söhne des indianischen Adels lernen sollten. Er gründete das Hospital „Amor de Dios“ und ließ 1539 die erste Druckerei in Mexiko errichten. 
Am 27. Juni 1535 wurde Zumárraga vom Erzbischof von Sevilla, Don Alonso Manrique, Generalinquisitor von Spanien zum ersten Apostolischen Inquisitor gegen Häresie und Glaubensabfall für Mexiko-Stadt und Umgebung ernannt und blieb dies bis 1543. Er trat für die Zerstörung der alten Tempel ein und ließ Inquisitionsverfahren durchführen. Unter anderem ließ er am 30. November 1539 den Kaziken Don Carlos, dessen Vater Nezahualpilli und Großvater Nezahualcóyotl Tlatoani (Fürsten) von Texcoco gewesen waren, wegen Weiterpraktizierung der alten Religion auf dem Scheiterhaufen hinrichten. Carlos war der erste, der von der Inquisition in Mexiko verbrannt wurde. Für das Todesurteil wurde Zumárraga von Spanien gerügt, begründet damit, dass die Indios die neue Religion nach so kurzer Zeit noch gar nicht richtig kennen.
Zumárraga schrieb Werke zum Katechismus, die in Mexiko erschienen. 1547 wurde er Erzbischof. Sein Grab findet sich in der Kathedrale von Mexiko-Stadt.